# أناند يانغ
أناند أ. يانغ هو أستاذ دراسات جنوب آسيا والتاريخ في جامعة واشنطن، الولايات المتحدة الأمريكية. شغل منصب رئيس قسم التاريخ بجامعة واشنطن وكلية هنري إم. جاكسون للدراسات الدولية. وفي الفترة من 2006 إلى 2007، شغل منصب رئيس رابطة الدراسات الآسيوية، ومن عام 2007 إلى عام 2009، كان رئيس رابطة التاريخ العالمي. وقد ركزت المنحة على الزراعة وحياة الفلاحين في الهند الاستعمارية، والتاريخ الاجتماعي، والقانون والإجرام، والحياة في الأسواق الهندية.

## حياة مبكرة
ولد يانغ في شانتينيكيتان بالهند لأبوين صينيين. نشأ والتحق بالمدرسة في نيودلهي لكنه أنهى تعليمه في المدرسة الثانوية في مكسيكو سيتي،قبل الانتقال إلى الولايات المتحدة للالتحاق بالكلية. حصل على درجة البكالوريوس في الآداب من كلية سوارثمور في سوارثمور، بنسلفانيا، ودرجة الدكتوراه في التاريخ من جامعة فرجينيا.

## حياة مهنية
بدأ يانغ حياته المهنية في التدريس كمحاضر زائر في كلية سويت بريار في خريف عام 1974.من هناك أصبح أستاذاً في جامعة يوتا في عام 1975.من عام 1989 إلى عام 1994، شغل يانغ منصب رئيس قسم التاريخ في جامعة يوتا.وفي عام 1995، أصبح مديراً لدراسات آسيا. في عام 2002، تم التعاقد معه من قبل جامعة واشنطن (UoW) للعمل كمدير لمدرسة هنري جاكسون للدراسات. وفي عام 2010، أصبح رئيس مركز دراسات جنوب آسيا في جامعة أورو. وفي عام 2015، تم تعيينه رئيساً لقسم التاريخ.
كان يانغ محررًا في مجلة الدراسات الآسيوية من عام 1995 إلى عام 2001، وفي مجلة دراسات الفلاحين من 1981 إلى 1994.

## المنشورات المختارة
- يانغ، أناند أ.، وآخرون، المحررين. ثلاثة عشر شهرا في الصين: هندي ثانوي و العالم الاستعماري. نيودلهي: مطبعة جامعة أكسفورد، 2017.[6]
- يانغ، أناند. التفاعلات: وجهات نظر عبر إقليمية حول تاريخ العالم. هونولولو: مطبعة جامعة هاواي، 2005. طباعة.[7]
- يانغ، أناند. بازار الهند: الأسواق والمجتمع والدولة الاستعمارية في بيهار. كاليفورنيا: مطبعة جامعة كاليفورنيا، 1999. طباعة.[8]
- يانغ، أناند. الراج المحدود: العلاقات الزراعية في الهند الاستعمارية، مقاطعة ساران، 1793-1920. كاليفورنيا: مطبعة جامعة كاليفورنيا، 1989. طباعة.[9]
- يانغ، أناند. الجريمة والإجرام في الهند البريطانية. توكسون: مطبعة جامعة أريزونا، 1986. طباعة.[10]